# Nikołaj Krasowski
Nikołaj Nikołajewicz Krasowski (ros. Николай Николаевич Красовский, ur. 7 września 1924 w Swierdłowsku, zm. 4 kwietnia 2012 w Jekaterynburgu) – rosyjski uczony, specjalista w zakresie matematyki i mechaniki.

## Życiorys
Po ukończeniu szkoły został elektromonterem w fabryce im. Ordżonikidze, w 1949 ukończył studia na Wydziale Metalurgicznym Uralskiego Instytutu Politechnicznego im. Kirowa, na którym następnie pracował jako asystent i potem kierownik katedry wyższej matematyki. W 1953 obronił pracę dyplomową i został kandydatem nauk techniczno-matematycznych, w 1957 obronił pracę doktorską, od 1963 pracował w Instytucie Matematyki i Mechaniki Uralskiej Filii Akademii Nauk ZSRR w Swierdłowsku, którego w latach 1970–1977 był dyrektorem. W 1977 został głównym pracownikiem naukowym Wydziału Systemów Dynamicznych Instytutu Matematyki i Mechaniki Uralskiego Oddziału Akademii Nauk ZSRR/Rosyjskiej Akademii Nauk, którym pozostał do końca życia. W 1964 został członkiem korespondentem, a w 1968 członkiem rzeczywistym Akademii Nauk ZSRR. Pod koniec życia był doradcą Prezydium RAN. Napisał ponad 300 publikacji naukowych i 6 monografii.

## Odznaczenia i nagrody
- Medal Sierp i Młot Bohatera Pracy Socjalistycznej (6 września 1974)
- Order Lenina (6 września 1974)
- Order „Za zasługi dla Ojczyzny” II klasy (21 maja 2004)
- Order „Za zasługi dla Ojczyzny” III klasy (4 czerwca 1999)
- Order Rewolucji Październikowej (1984)
- Order Czerwonego Sztandaru Pracy (1961)
- Nagroda Leninowska (1976)
- Nagroda Państwowa ZSRR (1984)
- Złoty Medal im. Łomonosowa RAN (1996)

I inne.